# Tim Russert
Tim Ruseert (Buffalo, 7 de Maio de 1950 – Washington, D.C., 13 de Junho de 2008) foi um jornalista de televisão estadunidense, o qual trabalhou por 16 anos no programa Meet the Press da NBC.

## Carreira
Ele foi vice-presidente sênior da NBC News, chefe do escritório de Washington e também apresentou um programa de entrevistas de fim de semana homônimo da CNBC / MSNBC. Ele era correspondente frequente e convidado do The Today Show e Hardball da NBC. Russert cobriu várias eleições presidenciais e apresentou a pesquisa do NBC News / Wall Street Journal no NBC Nightly News durante a eleição presidencial de 2008 nos Estados Unidos. A revista Time incluiu Russert em sua lista das 100 pessoas mais influentes do mundo em 2008. Russert foi postumamente revelado como uma fonte de 30 anos para o colunista sindicado Robert Novak.
Acabou falecendo de infarto fulminante, cujos primeiros sintomas se deram enquanto Russert trabalhava na redação da NBC News, em 13 de Junho de 2008.